# 213771 Johndee
213771 Johndee è un asteroide della fascia principale. Scoperto nel 2003, presenta un'orbita caratterizzata da un semiasse maggiore pari a 3,1641631 au e da un'eccentricità di 0,1525844, inclinata di 1,53761° rispetto all'eclittica.
L'asteroide è dedicato all'astronomo inglese John Dee.